# Фтия (Фессалия)
Фтия (др.-греч. Φθία) — город и область на юго-востоке Фессалии. Фтия часто упоминается в гомеровской «Илиаде» как родина мирмидонян, войско которых возглавлял Ахилл во время Троянской войны. Фтия была основана Эаком, дедом Ахилла, и служила домом для его отца Пелея, его матери, морской нимфы Фетиды, и его сына Неоптолема, который правил ей как царь после Троянской войны.
Фтия упоминается в «Критоне» Платона, в котором Сократ, сидя в тюрьме и ожидая казни, рассказывает о своём сне: 
Мне показалось, что ко мне подошла красивая и миловидная женщина, одетая в белое. Она позвала меня и сказала: «Сократ, да прибудешь ты в плодородную Фтию на третий день.
Речь идёт об эпизоде из «Илиады» Гомера, в котором Ахилл, расстроенный тем, что его военный трофей, Брисеида, захвачена Агамемноном, отвергает примирительные подарки от него и угрожает отплыть утром. Он говорит, что при хорошей погоде он может прибыть на третий день «в плодородную Фтию», свой дом.
Фтия служит местом действия трагедии Еврипида «Андромаха», которое происходит после Троянской войны, когда сын Ахилла Неоптолем (в некоторых переводах называемый Пирром) взял в рабство вдову троянского героя Гектора.
Отмечалось лингвистическое сходство названия города с др.-греч. φθίσις, означающим «расход, упадок, истощение», и связь названия местности с понятием смерти, предполагая игру слов у Гомера, ассоциирующего дом Ахилла со смертью.

## Расположение Фтии
В перечне кораблей, во второй книге «Илиады», Гомер рассказывает о царстве Ахилла следующим образом:
Ныне исчислю мужей, в пеласгическом Аргосе живших,

Алос кругом населявших, и Алов удел, и Трахину,

Холмную Фтию, Элладу, славную жён красотою,

Всех — мирмидонов, ахеян и эллинов имя носящих;

Сих пятьдесят кораблей предводил Ахиллес знаменитый
Обычно считается, что эти названия относились к местам в долине реки Сперхиос на территории современной Фтиотиды в Центральной Греции. Река была связана с Ахиллом, и в «Илиаде» он сообщает о том, что его отец Пелей поклялся, что Ахилл принесёт в жертву прядь своих волос реке, когда он благополучно вернётся домой.
Однако ряд древних источников, таких как «Андромаха» Еврипида, располагали Фтию севернее, в районе Фарсалии. Страбон также отмечал, что недалеко от городов Палефарсал и Фарсала находилось святилище, посвящённое матери Ахилла Фетиде — Фетидиум. Микенские артефакты были найдены в Фарсале, а также в других местах поблизости, но, согласно Денису Пейджу, вопрос о том, следует ли отождествлять гомеровскую Фтию с Фарсалией, «остаётся столь же сомнительным, как и прежде».
Было высказано предположение, что «пеласгический Аргос» является общим названием для всей северной Греции, и что строка из «Илиады» должна служить общим введением к остальным девяти отрядам перечня.